# 花愛望都
花愛 望都（かあい もと、9月4日 - ）は、宝塚歌劇団卒業生（元星組娘役）で現在歌唱指導講師。
大阪府出身、宝塚時代の公称身長162cm、出身校大阪府立八尾高等学校、愛称はこけし。

## 略歴
- 1980年宝塚歌劇団入団。初舞台は『恋の冒険者たち／フェスタ・フェスタ』。66期生。同期生に安寿ミラ、こだま愛、洲悠花、毬谷友子、梢真奈美、峰丘奈知、千珠晄など。
- 1986年、愛宝会四賞の１つ、宝塚歌劇団全体で歌唱力に優れた者に贈られる【鈴蘭賞】に輝き、歌姫として高評を得る。
- 1991年、宝塚大劇場公演『恋人たちの肖像／ナルシス・ノアール』にて退団。
- 2006年、一般女性向けのストレッチ教室『ジェンヌVBMリラクシングサークル』を東京都内で開講、レッスン活動を開始。
- 2009年、宝塚受験生たちをサポートする教室『ジェンヌVBM　宝塚受験クラス』を開始。
- 現在は東京都内の宝塚受験支援スタジオで、声楽の指導、ワークショップ、夏期冬期講習など宝塚受験に特化した総合レッスンにあたっている。

## 宝塚歌劇団時代の主な舞台
- 1983年
  - 『こぶし咲く春／ラブ・コネクション』（新人公演ヒロイン　本役：姿晴香）お園
- 1984年
  - 『我が愛は山の彼方に／ラブ・エキスプレス』（新人公演ヒロイン　本役：湖条れいか）万姫
- 1985年
  - 『カール・ハインリッヒの青春』（バウホールヒロイン）ケティ
- 1986年
  - 『レビュー交響楽』（新人公演ヒロイン　本役：湖条れいか）オードリー
- 1987年
  - 『紫子／ジュビリー・タイム』
  - 『別離の肖像』
- 1988年
  - 『炎のボレロ』アリシア
  - 『ハッピー・ドリーミング』（バウホール）辻音楽師
  - 『戦争と平和』
- 1989年
  - 『春の踊り―恋の花歌舞伎／ディガ・ディガ・ドゥ』グロリア／エトワール　他
  - 『ベルサイユのばら』ジャンヌ
- 1990年
  - 『メイフラワー／宝塚レビュー'90』マーサ／エトワール　他
  - 『アポロンの迷宮／ジーザス・ディアマンテ～夢の王の夢～』テレーズ・ロラン／天国のシンガー　他
- 1991年
  - 『恋人たちの肖像／ナルシス・ノアール』（宝塚大劇場公演）マリー・ファーレン男爵公女／エトワール　他